# Svätý Jur
Svätý Jur é uma cidade da Eslováquia, situada no distrito de Pezinok, na região de Bratislava. Tem 39,87 km² de área e sua população em 2018 foi estimada em 5.724 habitantes.

## Ligações externas

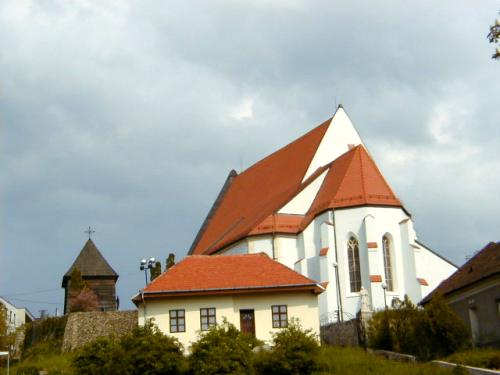
Igreja Paroquial de Saint George, católica, Século XIII, gótico, reconstruída.

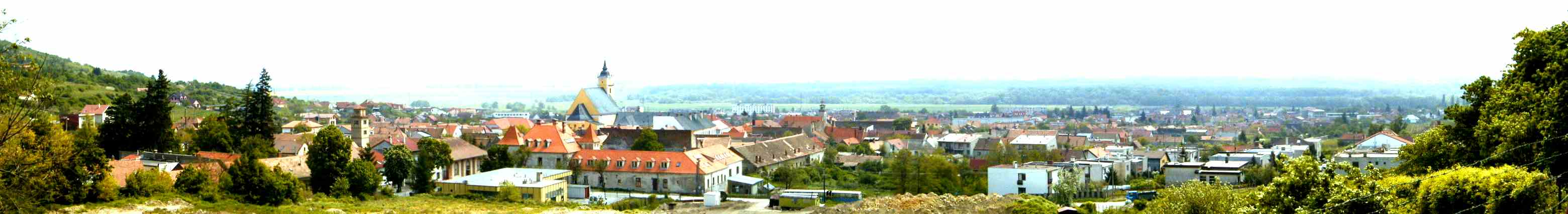
Vista Panorâmica de Svätý Jur

## Demografia
| Ano:        | 1994 | 2004   | 2014    | 2024   |
| ----------- | ---- | ------ | ------- | ------ |
| Broj ljudi: | 4529 | 4799   | 5500    | 6010   |
| Razlika:    |      | +5,96% | +14,60% | +9,27% |

| Ano:               | 2023 | 2024   |
| ------------------ | ---- | ------ |
| Número de pessoas: | 5983 | 6010   |
| Diferença:         |      | +0,45% |